# Plectrocnemia prismatica
Plectrocnemia prismatica là một loài Trichoptera hóa thạch trong họ Polycentropodidae.